# Tyrannochthonius skeletonis
Tyrannochthonius skeletonis är en spindeldjursart som beskrevs av William B. Muchmore 1996. Tyrannochthonius skeletonis ingår i släktet Tyrannochthonius och familjen käkklokrypare. Inga underarter finns listade i Catalogue of Life.